# Winterhausen
Winterhausen település Németországban, azon belül Bajorországban. Lakosainak száma 1433 fő (2023. december 31.). Winterhausen Würzburg, Reichenberg, Ochsenfurt, Sommerhausen és Eibelstadt községekkel határos.

## Népesség
A település népessége az elmúlt években az alábbi módon változott:
| Lakosok száma | 1041 | 1523 | 1335 | 1209 | 1433 | 1449 | 1411 | 1403 | 1375 | 1433 |
|               | 1875 | 1950 | 1975 | 1987 | 2012 | 2014 | 2016 | 2017 | 2021 | 2023 |